# Гомартелі Іван Гедеванович

Грузини, члени державної Думи Першого скликання від Тифліської та Кутаїської губерній; сидять: Йосип Баратов, Ной Жорданія, Серго Джапарідзе, Ісидор Рамішвілі; стоять: Вано Гомартелі, Симон Церетелі

Іван Гедеванович Гомартели (груз. ივანე გედეონის ძე გომართელი ; 1875-1938) — грузинський лікар і громадський діяч, депутат Державної думи I скликання від Кутаїської губернії.

## Біографія

### Освіта і практика

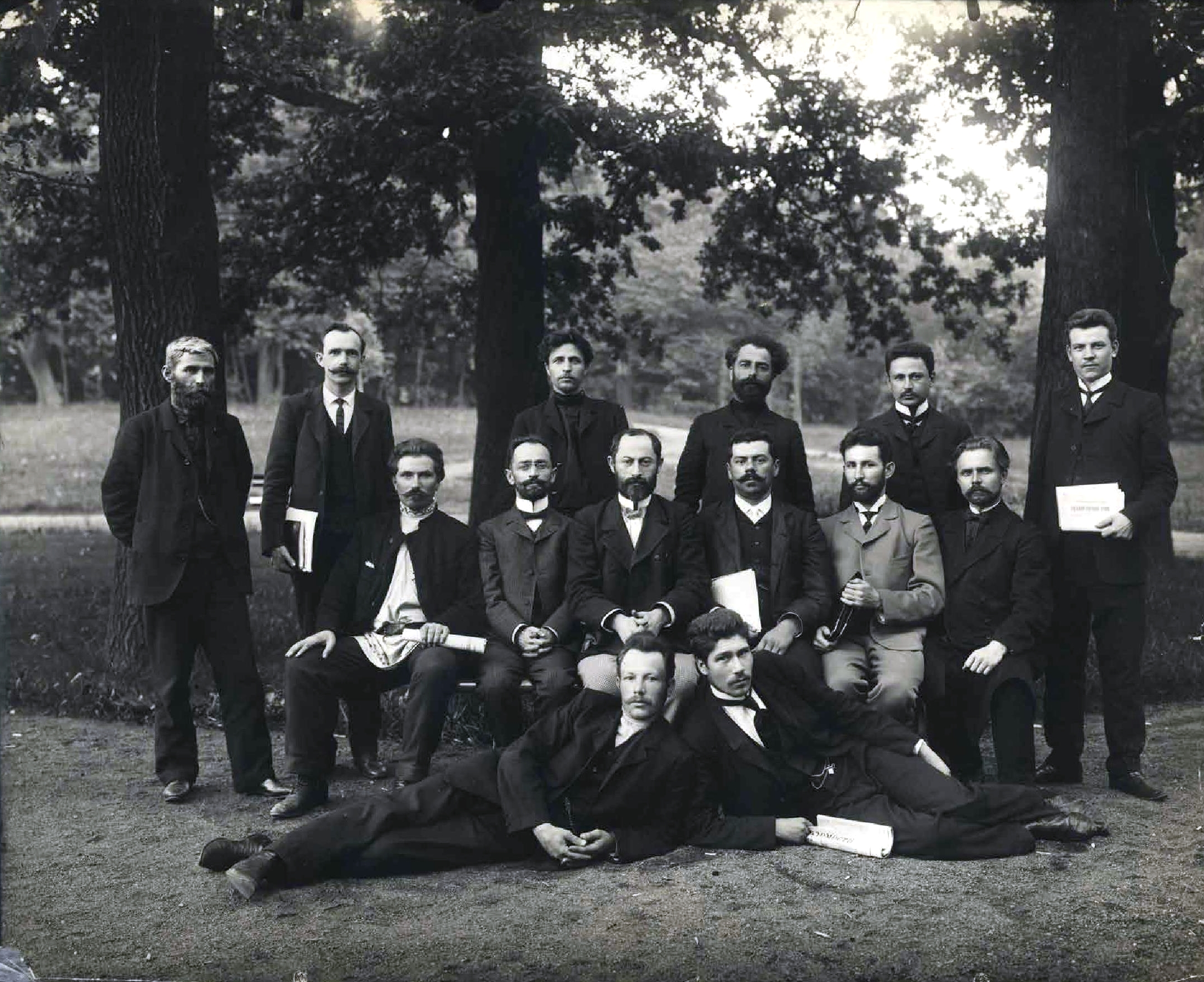
Соціал-демократична фракція I Державної думи. Стоять: І. Рамішвілі, І. Савельєв, З. Вировий, С. Церетелі, І. Гомартелі, О. Смирнов; сидять: М. Михайличенко, С. Джапаріде, Н. Жорданія, В. Ільїн, П. Єршов, І. Шувалов; лежать: В. Чурюков, І. Антонов

Грузин. Православного віросповідання. Народився 1875 року в родині дворян середнього достатку в селі Горіса Кутаїської губернії (в Імеретії), за іншими відомостями — в селі Сачхере на околицях Горі. Навчався в Кутаїській гімназії, яку закінчив у 1894 році із золотою медаллю. Починаючи з 1895 року здобував освіту на медичному факультеті Московського університету. Вивчав психологію, історію, літературу, філософію. В грузинських газетах «Іверія», «Квалі», «Джеджилі» та «Моамбе» публікував художні та історико-публіцистичні статті. Брав активну участь у гуртку «Грузинської студентської громади». У 1897 році в Тбілісі вийшла його книга «Історія Сходу».
Закінчив вищу освіту в 1899 році і., рік працював у Московській терапевтичній клініці. У 1900 році повернувся на батьківщину. З лютого 1900 по 1902 рік працював у медичному пункті села Баралеті Ахалкалакського району. Потім трохи працював у лікарні святого Михайла в Тбілісі, звідки був направлений до села Діді Джихаїши Кутаїського повіту Кутаїської губернії, де він працював сільським лікарем у приймальному відділенні. Потім перейшов до приватної практики в Кутаїсі, після чого виїхав до Німеччини (в Ганновер та Берлін) для поглиблення медичних знань, провів там кілька років.

### Політична кар'єра
У 1897 році вступив до лав Російської соціал-демократичної робітничої партії меншовиків, згодом був членом її Кутаїського комітету. З 1902 року був членом правління Товариства пропаганди грамотності серед грузинів. З 1905 року співпрацював із легальним соціалістично-демократичним журналом «Мандрівник». У 1905 році він залишив партію на короткий час через розбіжності з товаришами по команді щодо національного питання, але потім знову повернувся до неї. Свої погляди на національне питання він висловив у книзі «Національне питання», опублікованій у 1906 році.
24 травня 1906 р. обраний до Державної думи I скликання від загального складу виборщиків Кутаїських губернських виборчих зборів. Був наймолодшим серед грузинських депутатів першої Державної Думи. Входив до Соціал-демократичної фракції. У роботі комісій не брав участі. Виступав у Думі на запити про Селянський союз і про Білостоцький погром.
10 липня 1906 року у Виборзі підписав «Виборзьке звернення», за це засуджений до 3 місяців в'язниці та позбавлений виборного права. Після цього деякий час працював у московських клініках і в 1907 році повернувся до Тбілісі, де займався професійною діяльністю, хоча і революційного руху не залишив. У грузинській літературі залишив слід як відомий публіцист, автор низки книг та брошур. Крім публіцистичної діяльності Гомартелі заявив про себе і як драматург, відомий ряд його п'єс грузинською мовою, у тому числі п'єси: «У хаті» та «Зіпсута кров» Він знову був заарештований за політичними мотивами в 1908 та 1910 роках. В останньому випадку він провів рік у в'язниці Метехі.
У 1913 році Гомартелі відійшов від меншовиків, критикуючи їхнє підпорядковане становище по відношенню до російських соціал-демократів у національному питанні, відстоював ідею територіальної автономії Грузії. У 1917 р. заснував газету «Аліони», де друкував статті «Батьківщина» (N59), «Національна і міжнародна політика», «Наші більшовики і національне питання», «Право і свобода нації», «Абхази і ми». У 1917 році видав у Тбілісі книгу «Територіальна автономія Грузії, або національно-територіальне самоврядування».
У 1917 році був обраний членом Грузинської національної ради. У 1918 році був депутатом парламенту Грузії. У 1919 році став членом Установчих зборів за списком Грузинської соціал-демократичної партії. Його виступ під час виборчої кампанії в Імеретії був опублікований в газеті «Ертоба». Був головою редакційної, художньої та громадської комісії громадського здоров'я. Користувався високим авторитетом і повагою народу. Був одним із видатних ідеологів правлячої партії. У роки існування Першої Республіки жив у Тбілісі.
У 1921 році, після радянської окупації, відійшов від політичної діяльності. Займався лікарською практикою та публіцистикою. У 1923 році Вано Гомартелі відправив своїх дітей навчатися до Франції, після чого вони не повернулися на батьківщину. Після антирадянського повстання 1924 року влада розстріляла двох родичів його дружини, Віктора Центерадзе та Георгія Ціцишвілі. У зв'язку з цим 21 вересня він опублікував у газеті «Комуніст» листа, в якому засудив повстання та розглядає співпрацю з радянською владою як єдино вірний шлях для грузинського народу. У 1925 році виключений із Соціал-демократичної партії. Під час Великого терору 1937—1938 років його звинувачували у антирадянській контрреволюційній діяльності. Він раптово помер у 1938 році у своєму будинку. Є версія, що він покінчив життя самогубством. Похований на цвинтарі Ваке у Тбілісі.

## Літературна діяльність
П'єси Гомартелі «У хаті» та «Зіпсована кров» (обидві 1905 року) з успіхом ставилися в грузинських театрах. У драматургії Гомартелі продовжив традиції «натуралістичної драми». Також йому належить роман-хроніка «Тричі» (1931), критичні статті про І. Чавчавадзе, А. Церетелі, Н. Бараташвілі, О. Чавчавадзе, Е. Ніношвілі, Р. Еріставі, Д. Клдіашвілі, Й. Гришашвілі, поетах-символістів і пролетарських письменників, а також про Фрідріха Шиллера, Максима Горького; стаття про життя та творчість Гарібальді. Цікаві твори «Селянин Карабадін» (1928), «Розмова про проблеми зі здоров'ям» (1937).